# محمد الراوي (شيخ)
محمد محمد الراوي (1347 هـ / 1928 - 7 رمضان 1438 هـ / 2 يونيو 2017)، درس وتخرج من جامعة الأزهر الشريف ولد في قرية ريفا محافظة أسيوط غرة فبراير 1928، عضو في مجمع البحوث الإسلامية بالقاهرة. وعُيِّن رئيس قسم التفسير بجامعة الإمام محمد بن سعود الإسلامية بالرياض، وهو ابن شقيقة محمد فرغلي أحد قادة الإخوان المسلمين وقائد كتائب الإخوان في حرب فلسطين 1948م.

## حياته العلمية
- حفظ القرآن الكريم في سن مبكرة في القرية.
- تقدم للدراسة في معهد أسيوط الأزهري يوم كانت المعاهد الأزهرية لا تقبل الطالب في السنة الأولى إلا بحفظ القرآن الكريم كله. ويبقى الطالب في المعهد تسع سنوات، أربع سنوات في القسم الابتدائي وخمس سنوات في القسم الثانوي.
- وبعد الانتهاء من الدارسة في معهد أسيوط تقدم إلى كلية أصول الدين بالقاهرة وحصل منها على الشهادة العالية عام 1954م
- حصل على الشهادة العالمية مع تخصص التدريس من كلية اللغة العربية – جامعة الأزهر عام 1956م[2]

## حياته العملية
- عمل بعد تخرجه بقسم الدعوة في وزارة الأوقاف
- ثم أصبح مفتشا عاما في مراقبة الشؤون الدينية بعد مسابقة عامة لجميع المفتشين كان ترتيبه الأول على الناجحين
- نقل بعدها إلى مجمع البحوث الإسلامية بالقاهرة وعمل بالمكتب الفني بالمجمع.
- ابتعث من قبل الأزهر الشريف إلى نيجيريا لتدريس اللغة العربية وعلوم القرآن.
- طلب لجامعة الإمام محمد بن سعود الإسلامية بالرياض وانتقل إليها بداية من العام الدراسي 1390* 1391هـ واستمر بها مدة تزيد على خمس وعشرين سنة عمل خلالها في:

1. كلية اللغة العربية – مدرسا للتفسير والحديث
2. كلية العلوم الاجتماعية – من بداية إنشائها
3. ساهم في قيام كلية أصول الدين – وعمل بها أستاذا للقرآن وعلومه ورئيسا لقسم القرآن أكثر من ثلاثة عشر عاما
4. ساهم في إنشاء المعهد العالي للدعوة الإسلامية وقام بإلقاء المحاضرات فيه وأشرف على بعض رسائل الماجستير للذين أكملوا الدراسة فيه، كما أشرف على كثير من الرسائل العلمية ما بين ماجستير ودكتوراه في كلية أصول الدين وغيرها من كليات الجامعة.
5. اشترك في مناقشة كثير من الرسائل العلمية في جامعة الإمام محمد بن سعود وجامعة أم القرى بمكة المكرمة، والجامعة الإسلامية بالمدينة المنورة، وجامعة الملك سعود.[3]

## مؤلفات
1. الدعوة الإسلامية دعوة عالمية (مجلد كبير) طبع عدة مرات
2. كلمة الحق في القرآن الكريم – موردها ودلالتها (مجلدان) طبع أكثر من مرة.
3. حديث القرآن عن القرآن (مطبوع)
4. القرآن الكريم والحضارة المعاصرة (كتيب مطبوع)
5. القرآن والإنسان (مطبوع)
6. الرسول في القرآن الكريم (مطبوع)
7. الرضا (مطبوع)
8. منهج الأنبياء في الدعوة إلى الله (مخطوط)
9. كان خلقه القرآن (مخطوط)
10. المرأة في القرآن الكريم (مخطوط)[4]

## جهوده في خدمة الإسلام
- إلقاء المحاضرات العامة في بيان هداية القرآن الكريم ومقاصده لمدة خمس سنوات في نيجيريا.
- تعددت وتنوعت المحاضرات في مدينة الرياض بالمملكة العربية السعودية:*

بدأ أول محاضرة عامة فيها في قاعة كلية الشريعة جامعة الإمام، حيث كانت في شارع الوزير، وكان موضوع المحاضرة الإسلام في نيجيريا، وقد طلب ذلك منه بحكم إقامته فيها وقدومه إلى الجامعة منها. وكان لها أثرها وتأثيرها وبخاصة حين ختم المحاضرة يقول: لقد كنت أسمع صوت الإنجيل يدوي من وسائل الإعلام في أفريقيا. فهل من غيور على الإسلام يسمع الناس جميعا صوت القرآن؟ 
وما هي إلا أيام قلائل حتى رأيت ذلك في واقع الأمر حيث أمر الملك فيصل بإنشاء إذاعة القرآن التي امتد نفعها في كل مكان. ولم تنقطع صلته بها وأحاديثه فيها مدة إقامته الطويلة في السعودية.
من هذه المحاضرات التي سجلت واحتفظ بها كثير من طلاب العلم:
- وحدة المسلمين في مواجهة الأخطار – سبيلها وغايتها.
- القرآن الكريم بين الدراسة والتطبيق
- مكانة الأمة الإسلامية في تحقيق السلام العالمي.
- المسلمون بين ثبات القرآن ووثبات المدنية.
- قضية السلام في ميزان الإسلام.
- شرف الاشتراك في التوعية الإسلامية في الحج لمدة خمسة عشر عاما لنشر التوعية بين حجاج المسلمين بإشراف رئاسة إدارة البحوث العلمية والإفتاء والدعوة والإرشاد بالمملكة العربية السعودية مع صفوة من علماء المملكة وعلى رأسهم الشيخ عبد العزيز بن باز
- ولم تنقطع المحاضرات العامة في أندية المملكة ومؤسساتها العامة ومعاهدها العلمية. وقد أتيح له كل ذلك في رحابة وراحة وحب طوال خمسة وعشرين عاما متصلة.
- محاضرات في معظم دول مجلس التعاون الخليجي.
- البرامج الدينية لسنوات طويلة في إذاعة وتلفزيون المملكة العربية السعودية وجمهورية مصر العربية ودولة قطر، ودولة الكويت وغيرها.
- المحاضرات الدينية العامة في داخل محافظات مصر العربية المختلفة وفي الجامعات المتخصصة والأندية العامة في القاهرة والأقاليم.
- البرامج الدينية في بعض القنوات والمحطات الفضائية.
- عمل مقدمة للمصحف الوثائقي الذي جمعته إذاعة القرآن بالقاهرة، فجمع بين القراء القدامى ووصل بينهم في مصحف متكامل بلا انقطاع، وقد طُلب منه عمل مقدمة لما يتلى في كل صباح من إذاعة القرآن الكريم بالقاهرة، وقد تم ذلك حيث اكتمل تسجيل 392 حلقة تذاع يوميا قبل تلاوة القرآن في إذاعة القرآن بالقاهرة بصورة دائمة.

## وفاته
توفي فجر يوم الجمعة الأولى من شهر رمضان المبارك، 7 رمضان 1438 هـ الموافق 2 يونيو 2017م وصلي عليه الآلاف صلاة الجنازة في الأزهر الشريف بعد صلاة الجمعة بمشاركة عدد من علماء الأزهر بينهم الدكتور محمد عمارة والدكتور نصر فريد واصل.